# Roberto Dellasega
Roberto Dellasega (* 15. Juni 1990 in Cavalese) ist ein ehemaliger italienischer Skispringer.

## Werdegang
Dellasega begann seine Profi-Karriere bereits mit 15 Jahren und startete am 17. September 2005 erstmals bei einem Springen im FIS-Cup. Beim Springen auf seiner Heimatschanze in Predazzo kam er jedoch nicht über den 70. Platz hinaus. Am 3. Februar 2007 bestritt er sein erstes Springen im Continental Cup und kam in Pragelato auf der Großschanze auf den 48. Platz. Bei der Junioren-Weltmeisterschaft 2007 in Tarvisio erreichte er im Teamspringen den 9. Platz. Am 14. Dezember 2008 bestritt er sein erstes Weltcup-Springen und belegte auf der Großschanze in Pragelato den 41. Platz und blieb so noch ohne Weltcup-Punkte. Bei der Junioren-Weltmeisterschaft 2008 in Štrbské Pleso sprang er auf der Normalschanze auf den 8. Platz und wurde mit dem Team Siebenter. Beim Skifliegen in Oberstdorf am 14. Februar 2009 scheiterte er nur knapp in Qualifikation. Auch bei der Nordischen Skiweltmeisterschaft 2009 in Liberec verpasste er auf der Großschanze die Qualifikation. Im Teamwettbewerb wurde er mit der Mannschaft hinter der Mannschaft aus Deutschland Elfter. Zum Auftakt des Nordic Tournament 2009 in Lahti scheiterte er mit Platz 42 bereits in der Qualifikation. In Kuopio gelang ihm der Sprung in den Finaldurchgang, den er als 36. beendete. Beim Weltcup-Springen am 17. Januar 2010 in Sapporo konnte er als 29. seine ersten Weltcup-Punkte erringen. Bei den Olympischen Winterspielen 2010 wurde er in der Qualifikation von der Normalschanze wegen eines zu großen Anzugs disqualifiziert. Bei der Qualifikation von der Großschanze konnte er sich als 44. nicht für das Finale qualifizieren.
Beim Springen am 22. Dezember 2013 im schweizerischen Engelberg konnte er erstmals nach knapp vier Jahren wieder in die Punkteränge springen und erzielte mit dem 21. Platz sein bestes Weltcup-Ergebnis.
Im März 2018 beendete Roberto Dellasega nach dem Abschlusswochenende des Skisprung-Weltcups 2017/18, der Planica 7, seine Karriere als Skispringer.
Roberto und Diego Dellasega sind Cousins.

## Erfolge

### Weltcup-Platzierungen
| Saison  | Platz | Punkte |
| ------- | ----- | ------ |
| 2009/10 | 82.   | 002    |
| 2013/14 | 67.   | 024    |

### Continental-Cup-Platzierungen
| Saison  | Platz | Punkte |
| ------- | ----- | ------ |
| 2008/09 | 070.  | 074    |
| 2009/10 | 055.  | 102    |
| 2010/11 | 107.  | 014    |
| 2012/13 | 068.  | 119    |
| 2013/14 | 053.  | 138    |
| 2014/15 | 112.  | 040    |
| 2015/16 | 117.  | 003    |
| 2016/17 | 108.  | 019    |
| 2017/18 | 121.  | 003    |